# بكارة الهلالية
بكارة الهلالية شاعرة إسلامية حضرت حرب صفين وكانت من أنصار علي بن أبي طالب . وهي من النساء المسلمات المؤمنات ، الموصوفات بالشجاعة والاقدام والفصاحة ، والشعر والنثر والخطابة.
دخلت على معاوية بن أبي سفيان بعد أن كبرت سنها وووهن عظمها ، ومعها خادمان لها وهي متكئة عليهما وبيدها عكاز ، وكان عنده مروان بن الحكم ، وعمرو بن العاص ، فابتدأ مروان فقال :أما تعرف هذه يا أمير المؤمنين ؟ فقال : ومن هي ؟قال : هي التي كانت تعين علينا يوم صفين ، وهي القائلة :
يا زيد دونك فاستثر من دارنا سيفاً حساماً في التراب دفينا
قد كنت أدخره ليوم كريهة فاليوم أبرزه الزمان مصونا
فقال عمرو بن العاص ، وهي القائلة :
أترى ابن هند للخلافة مالكاً هيهات ذاك وما أراد بعيد
فقال سعيد : يا أمير المؤمنين وهي القائلة :
قد كنت آمل ان أموت ولا أرى فوق المنابر من أمية خاطبا
فالله آخر مدَّتي فتطاولــــــــــت حتى رأيت من الزمان عجائبا
في كل يوم لا يزال خـطيـــبهم وسط الجموع لآل أحمد عائبا
ثم سكت القوم فقالت بكارة :نبحتني كلابك يا معاوية ... واعتورتني ، فقصر محجتي وكثر عجبي ، وعشي بصري ! أنا والله قائلة ما قالوا : لا أدفع ذلك بتكذيب ، فامض لشأنك ، فلا خير في العيش بعد أمير المؤمنين علي.
فقال معاوية : لا يضعك شيء ، فاذكري حاجتك ؟ قالت : الآن ... فلا ... 